# Общественный интерес
Общественный интерес — интерес сообщества или усреднённого («репрезентативного») представителя этого сообщества, связанный с обеспечением его благополучия, стабильности, безопасности и устойчивого развития.
Термин имеет широкое распространение в контексте противопоставления общественных и личных интересов. При этом предполагается, что общественные интересы не могут быть сведены к интересам отдельных индивидов. Государство является тем органом, который функционирует в обществе для формулирования и защиты общественных интересов. Неправительственные организации занимаются защитой общественных интересов с помощью правовых инструментов: обсуждение важнейших законодательных актов, выработка государственной политики в различных областях, затрагивающих общественные интересы, проведение мониторинга и других исследований, необходимых для осуществления оптимальных реформ, изменение законодательства посредством обращения в Конституционный Суд и международные органы по защите прав человека. 

## Право общественных интересов
На данный момент одним из расширенных определений права общественных интересов можно считать цитату из выступления Эдвина Рекоша, исполнительного директора Института «Право общественных интересов» (PILI), на симпозиуме в Дурбане (ЮАР) в 1997 г.

«Термин „право общественных интересов“ не описывает какую-либо сферу законодательного регулирования или отрасль права; его появление было оправдано необходимостью сделать акцент на том, чьи интересы представляют юристы, работающие в этой сфере. Противопоставив себя юристам, oбслуживающим могущественные корпорации, они взялись за защиту интересов людей, которые в противном случае остались бы без юридической помощи. 

Поэтому одним из наиболее значительных элементов деятельности по правовой защите общественных интересов всегда была необходимость оказания юридической помощи малоимущим. Однако впоследствии термин стал включать в себя более широкий спектр деятельности как юристов, так и неюристов, стремящихся к достижению самых разных социальных целей, включая защиту гражданских прав и свобод, прав женщин, прав потребителей, окружающей среды и так далее. Тем не менее, общим знаменателем для всех юристов, защищающих общественные интересы в США, остается этика „борьбы за маленького человека“ — то есть представление интересов уязвимых социальных групп». 
 

Правовая защита общественных интересов во всем мире всегда черпала вдохновение в стремлении к социальной справедливости. В наши дни термин «право общественных интересов» все больше используется в Центральной и Восточной Европе, России и Средней Азии юристами-профессионалами и другими людьми и организациями, работающими в таких областях, как защита прав человека или охрана окружающей среды, и с другой социальной проблематикой, так или иначе связанной с правом. Термин применяют к таким видам деятельности, как проведение различных общественных кампаний, стратегическое использование судебных механизмов для достижения общественнополезных целей, оказание бесплатной юридической помощи, развитие клинического юридического образования, правовое просвещение. Общим для всех тех, кто занимается этой деятельностью, является осознание общей миссии: использование права как инструмента разрешения социальных проблем во имя общественного интереса. Осуществляемая с этой целью деятельность основывается на принципах уважения прав человека, демократии, открытого общества и верховенства права."